# Blaszany bębenek (film)

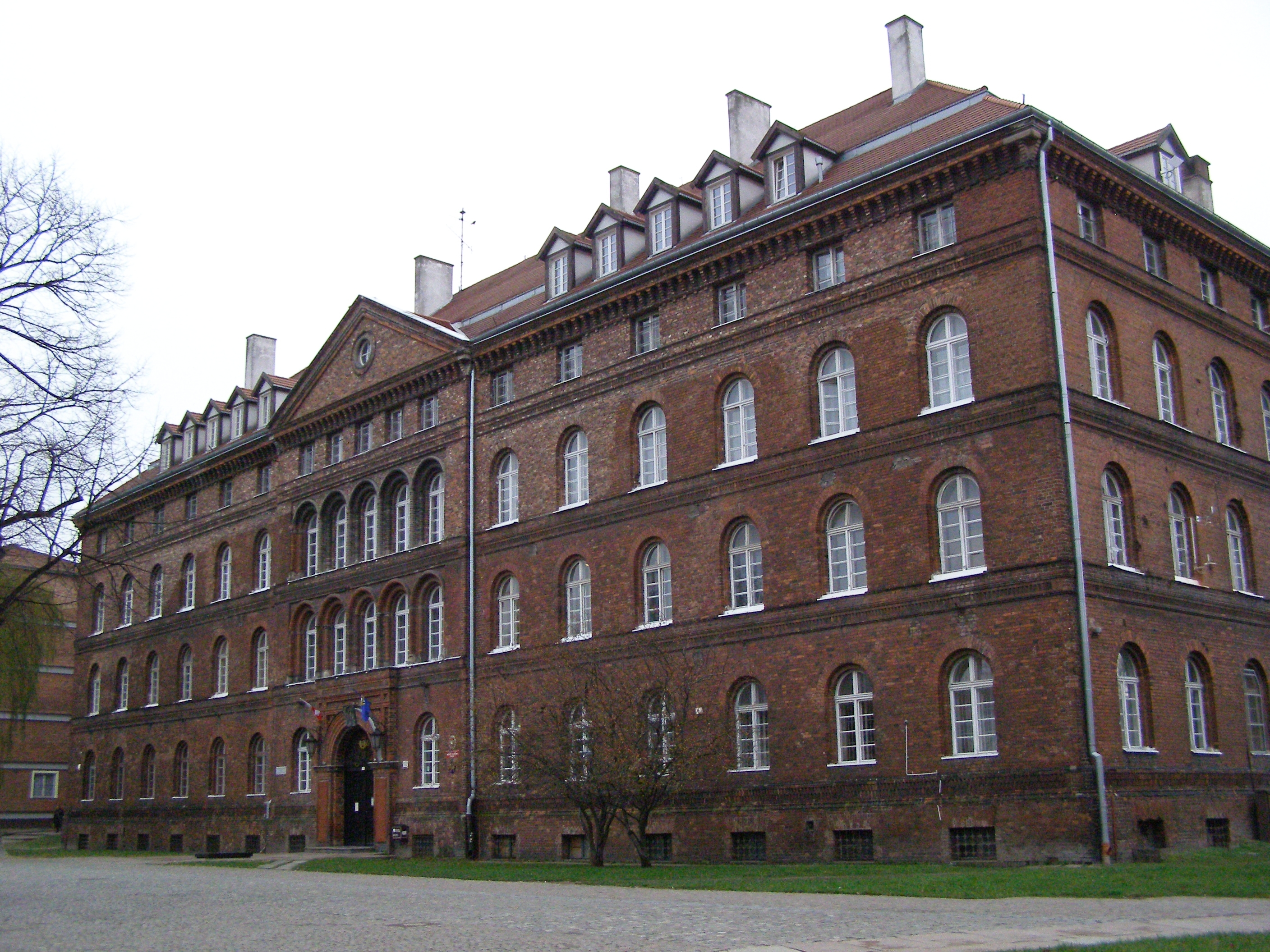
Gmach Poczty Polskiej w Wolnym Mieście Gdańsku

Blaszany bębenek – dramat produkcji francuskiej, niemieckiej, polskiej i jugosłowiańskiej z 1979, w reżyserii Volkera Schlöndorffa. Film został nakręcony na podstawie powieści Güntera Grassa pod tym samym tytułem.

## Ekipa
- Reżyseria: Volker Schlöndorff
- Scenariusz: Volker Schlöndorff, Jean-Claude Carrière, Franz Seitz
- Zdjęcia: Igor Luther
- Muzyka: Lothar Brühne, Maurice Jarre, Friedrich Meyer
- Producent: Franz Seitz, Anatole Dauman

## Obsada
- David Bennent − Oskar Matzerath
- Mario Adorf − Alfred Matzerath
- Angela Winkler − Agnes Matzerath
- Daniel Olbrychski − Jan Broński
- Katharina Thalbach − Maria Matzerath
- Tina Engel − Anna Koljaczek (młoda)
- Berta Drews − Anna Koljaczek (stara)
- Roland Teubner − Józef Koljaczek
- Tadeusz Kunikowski − wuj Wincenty
- Andréa Ferréol − Lina Greff
- Charles Aznavour − Sigismund Markus
- Mieczysław Czechowicz − Kobiela
- Marek Walczewski − Schugger-Leo
- Beata Poźniak
- Zygmunt Hübner − Ferdynand Michoń, dyrektor Poczty Polskiej w Gdańsku
- Bruno Thost − szeryf Lankes
- Heinz Bennent − Greff
- Ilse Pagé − Gretchen Scheffler
- Alexander von Richthofen − szeregowy Herzog
- Werner Rehm − Scheffler
- Lech Grzmociński − Stauer
- Stanisław Michalski − żandarm ścigający Koljaczka
- Käte Jaenicke − matka Truczinskiego
- Jerzy Łapiński − żandarm (wystąpił pod nazwiskiem Kapiński)
- Helmut Brasch − Stary Heilandt
- Otto Sander − muzyk Meyn
- Wigand Wittig − Herbert Truczinski
- Dietrich Frauboes − dyrektor szpitala
- Fritz Hakl − Bebra
- Ernst Jacobi − Loebsack
- Gerda Blisse − pani Spollenhauer
- Joachim Hackethal − wielebny Wehnke
- Henning Schlüter − dr Hollatz
- Gustaw Holoubek − ksiądz
- Wojciech Pszoniak − Żyd Feingold[2]

## Fabuła
Film jest ekranizacją powieści Güntera Grassa, pomija jednak losy powojenne bohatera opisane w Księdze Trzeciej.

## Nagrody
- 1979: Złota Palma na 32. MFF w Cannes[3]
- 1980: Oscar dla najlepszego filmu nieanglojęzycznego[4] na 52. ceremonii wręczenia Oscarów
- 1980: nominacja do Cezara za najlepszy film zagraniczny[5]
- 1980: Złoty Ekran (Niemcy)
- 1982: Nagroda Japońskiej Akademii Filmowej za najlepszy film zagraniczny[6]
- 1981: Nagroda Błękitnej Wstęgi za najlepszy film zagraniczny[7]

## Blaszany bębenekna polskim ekranie
Na polski ekran film Schlöndorffa  dotarł po trzynastu latach swojej światowej premiery. W okresie PRL dzieło nie było dopuszczone do odtwarzania przez cenzurę ze względu na domniemane wątki antyradzieckie w scenie, w której żołnierze Armii Czerwonej gwałcą młodą Niemkę i strzelają do cywila, usiłującego ze strachu połknąć hitlerowską odznakę partyjną i dławiącego się nią w konwulsjach.

## Digitalizacja filmu
W 2020 roku dokonano digitalizacji filmu Blaszany Bębenek. Zakończono prace nad oczyszczeniem i korektą zdjęć na taśmie 35 mm. Cyfrową wersję adaptacji filmowej zaprezentowano w formacie 4K.